# Allan Roy Mackintosh
Allan Roy Mackintosh (* 22. Januar 1936 in Nottingham; † 20. Dezember 1995) war ein britischer Physiker. Er arbeitete hauptsächlich auf dem Gebiet der Festkörperphysik und verbrachte den Großteil seiner Forscherzeit in Dänemark.

## Leben
Allan Roy Mackintosh wurde am 22. Januar 1936 in Nottingham als Sohn von Malcom Roy und Alice Mackintosh (geborene Williams) geboren. Er hatte einen älteren Bruder, Ian Malcom Mackintosh, geboren 1927. Seine Familie stammte aus der Arbeiterklasse. Er besuchte die Nottingham High School.
Mackintosh studierte am Peterhouse der Universität Cambridge. Seine Doktorarbeit „Experimental study of the Fermi surface of lead“ (Experimentelle Untersuchung der Fermioberfläche von Blei) führte er am Cavendish-Laboratorium bei Brian Pippard durch und erhielt den Ph.D. im Jahr 1960. In Cambridge traf er seine aus Dänemark stammende spätere Frau Jette.
1960 wurde Mackintosh Associate Professor an der Iowa State University. 1963 arbeitete er erstmals zeitweise am dänischen Atomenergie-Forschungszentrum Risø. 1966 ging er dann dauerhaft nach Dänemark und wurde Professor an der DTU in Lyngby, 1970 wechselte er an die Universität Kopenhagen. 1971 wurde er zum Direktor des Risø-Labors ernannt, ab 1976 forschte und lehrte er wieder in Kopenhagen.
Von 1976 bis 1979 war er Präsident der Dänischen Physikalischen Gesellschaft, von 1980 bis 1982 der European Physical Society und von 1986 bis 1989 Direktor des NORDITA (Nordisches Institut für Theoretische Physik).
1980 wurde Mackintosh zum Ehrendoktor der Universität Uppsala ernannt. 1986 gewann er zusammen mit Hans Bjerrum Møller den Spedding-Preis, 1991 wurde er in die Royal Society aufgenommen. Außerdem war er Ritter des Dannebrog-Ordens, Mitglied der Königlichen Dänischen Wissenschaftsakademie, der Dänischen Akademie der Technischen Wissenschaften, der Königlichen Norwegischen Wissenschaftsakademie und der American Physical Society.  
Neben seiner Forschungs- und Lehrtätigkeit war Mackintosh eine aktive Figur in der dänischen Wissenschaftspolitik und öffentlichen Atomenergiedebatte sowie in der europäischen Forschungszusammenarbeit.
Am 20. Dezember 1995 starb Mackintosh in Dänemark bei einem Autounfall.

## Werk
In Iowa begann Mackintosh, zusammen mit Dan Gustafson, mit der Arbeit an den atomaren Eigenschaften der Metalle der Seltenen Erden und widerlegte experimentell das sogenannte promotional model. 1963 verwendete er in Risø ein Neutronen-Spektrometer zur Untersuchung von Spinwellen in Seltenerdelementen. Auch später arbeitete er primär am Magnetismus der Seltenen Erden. Zusammen mit Jens Jensen schrieb er das Standardwerk Rare Earth Magnetism. Er betonte stets die Bedeutung der Fermioberflächen zum Verständnis des Aufbaus von Metallen.
In seinen letzten Lebensjahren befasste Mackintosh sich auch mit Wissenschaftsgeschichte. Er untersuchte etwa die Beziehung zwischen Ernest Rutherford und Niels Bohr und veröffentlichte Arbeiten über die Werke von John Vincent Atanasoff und Charles Ellis.